# Yann Mollinari
Yann Mollinari (ur. 22 marca 1975 w Montpellier) – francuski koszykarz, występujący na pozycjach rozgrywającego oraz rzucającego obrońcy.

## Osiągnięcia
Drużynowe
- Mistrz :
  - Francji (1995)
  - III ligi francuskiej NM1 (2008)
- Wicemistrz Francji (1994)

Indywidualne
- Uczestnik meczu gwiazd:
  - francuskiej ligi LNB Pro A (2000, 2001)
  - Polska - Gwiazdy PLK (2004)[1]
- Lider PLK w[2]:
  - przechwytach (2004)
  - asystach (2005)